# Paul Dunca
Paul Dunca, plným jménem Paul Dunca de Sajo, též Paul Dunka (1800 – 1. prosince 1888 Sibiu), byl rakouský státní úředník a politik rumunské národnosti ze Sedmihradska, v 60. letech 19. století poslanec rakouské Říšské rady.

## Biografie
Vystudoval gymnázium a vysokou školu v Târgu Mureș, Sibu a Černovicích a práva v Kluži. Od roku 1823 byl praktikantem u finančního ředitelství v Târgu Mureș. V roce 1844 se stal úředníkem. V roce 1850 se účastnil porad, které ve Vídni pořádal ministr Alexander Bach s cílem správní reformy v Sedmihradsku. Od roku 1852 působil jako asesor zemského soudu a byl vládním radou. Do penze odešel roku 1865.
Byl veřejně a politicky aktivní. V roce 1861 spoluzakládal kulturní spolek Asociația Transilvană pentru Literatura Română și Cultura Poporului Român a zasedal v jeho ústředním výboru. Byl také jedním ze zakladatelů úvěrového spolku Albina.
Počátkem 60. let se s obnovou ústavního systému vlády zapojil i do vysoké politiky. V zemských volbách roku 1863 byl zvolen na Sedmihradský zemský sněm. Působil také coby poslanec Říšské rady (celostátního parlamentu Rakouského císařství), kam ho delegoval Sedmihradský zemský sněm roku 1863 (Říšská rada tehdy ještě byla volena nepřímo, coby sbor delegátů zemských sněmů). 20. října 1863 složil slib. V rejstříku poslanců pro zasedání Říšské rady po roce 1864 již není uváděn.